# 浜松市上下水道部
座標: 北緯34度44分2秒 東経137度43分40.1秒 / 北緯34.73389度 東経137.727806度

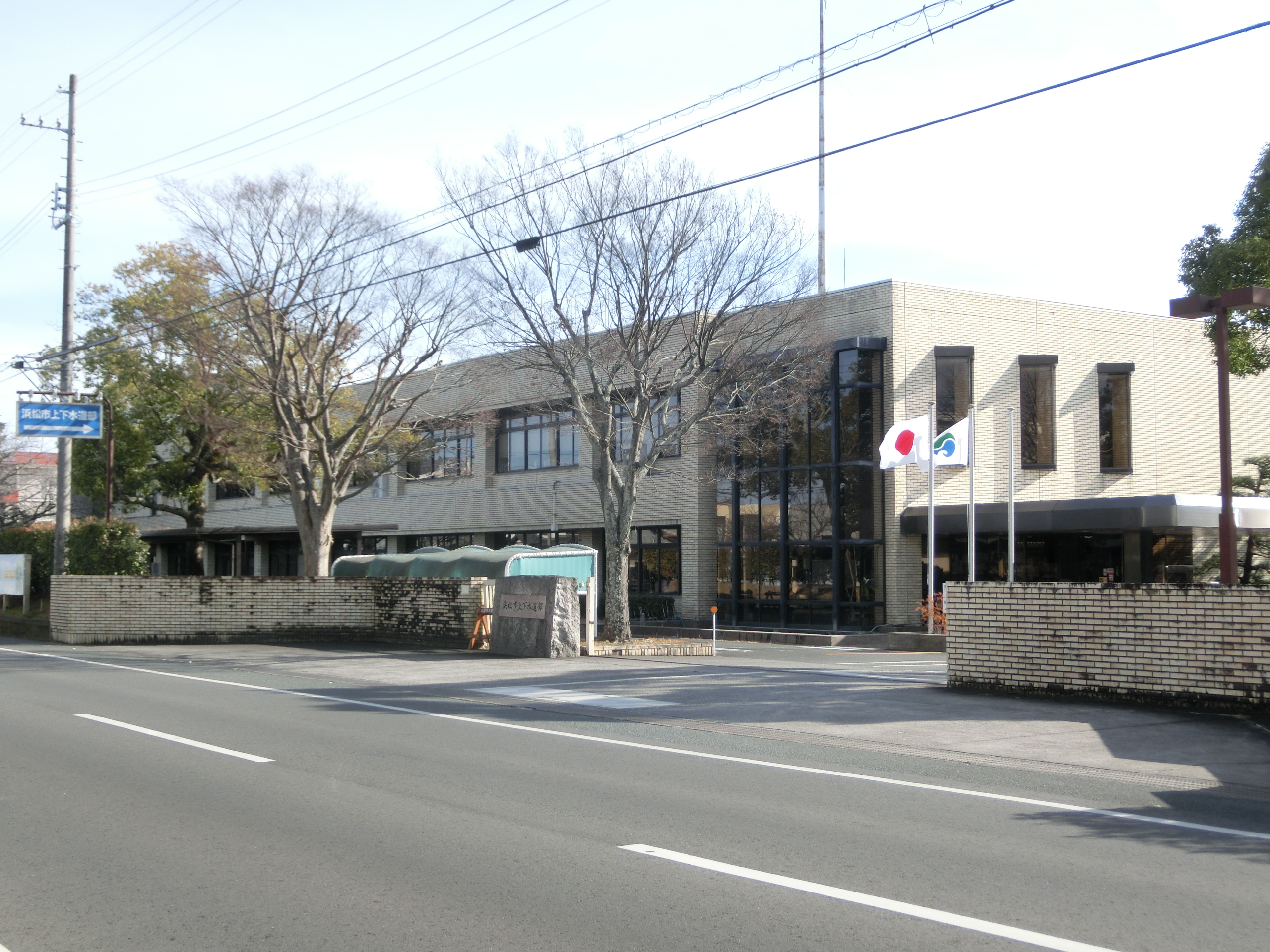
浜松市上下水道部

浜松市上下水道部（はままつしじょうげすいどうぶ）は、静岡県浜松市の水道事業、下水道事業を行う地方公営企業である。所在地は浜松市中央区住吉五丁目13番1号。水道マスコットキャラクターは「じゃぐっち」と「スイスイ」。

## 事業

### 水道事業
給水人口は約75万人（浜松市の人口は約81万人）で普及率は95%を超える。給水開始は1931年。
民間委託
2004年度より検針、収納、開閉栓などの業務を一部、第一環境株式会社に委託している。
第一環境株式会社の事業所
- 浜松西営業所（中央区舘山寺町）
- 浜松北営業所（浜名区横須賀）

業務委託地区
- 長上（市野町を除く）
- 積志
- 笠井
- 西ヶ崎
- 中ノ町
- 五島
- 河輪
- 可美
- 神久呂
- 庄内
- 雄踏
- 舞阪
- 伊佐見
- 三方原（初生の一部を除く）
- 都田
- 高丘・葵（高丘、葵東、葵西の一部のみ）
- 花川
- 蒲（上西町、植松町の一部のみ）
- 浜名区
- 天竜区

### 下水道事業
- 下水道普及率 80.0%（2016年3月31日現在）

## 主な施設・事務所
- 中部浄化センター（浜松市中央区瓜内町1825）
- 北部上下水道課（浜松市中央区大原町50）
- 天竜上下水道課（浜松市天竜区二俣町二俣501）
- 三ヶ日上下水道室（浜松市浜名区三ヶ日町三ヶ日500-1）
- 春野上下水道室（浜松市天竜区春野町宮川1467-2）
- 佐久間上下水道室（浜松市天竜区佐久間町佐久間429-2）
- 水窪間上下水道室（浜松市天竜区水窪町奥領家2980-1）
- 龍山水道室（浜松市天竜区龍山町大嶺570-1）

## 浄水場・配水場
- 大原浄水場
- 常光浄水場
- 皆原浄水場
- 鹿島第一浄水場
- 鹿島第二浄水場
- 瀬戸浄水場
- 本坂浄水場
- 平山浄水場
- 只木浄水場
- 大谷浄水場
- 深萩配水場
- 都田配水場

## 下水処理場
- 中部浄化センター
- 湖東浄化センター
- 舘山寺浄化センター
- 浦川浄化センター
- 佐久間浄化センター
- 気田浄化センター
- 城西浄化センター
- 井伊谷浄化センター
- 細江浄化センター
- 三ヶ日浄化センター
- 西遠浄化センター

## 水道事業ガイドラインにおける主な指標
平成26年（2014年）度。 数値 は1位、 数値 は3位以内、 数値 は最下位から3位以内、 数値 は最下位
| 指標 (単位なしは％)                   | 1位（2位） 数値        | 浜松市の順位 数値 | 最下位(17位) 数値    |
| ------------------------------------- | ---------------------- | ----------------- | -------------------- |
| 自己保有水源率                        | 札幌市 他2事業体 100   | 5位 56.3          | 大阪市 他4事業体 0.0 |
| 水質検査箇所密度 (箇所/100km2)        | 京都市 23.4            | 14位 7.7          | 札幌市 2.1           |
| 直結給水率                            | 札幌市 98.7            | 5位 92.3          | 福岡市 47.1          |
| 鉛製給水管率                          | 札幌市 他2事業体 0.0   | 5位 1.0           | 京都市 20.2          |
| 普及率                                | 東京都 他5事業体 100.0 | 最下位 96.5       | 広島市 97.9          |
| 経年化設備率                          | 静岡市 24.0            | 16位 58.4         | 北九州市 68.3        |
| 経年化管路率                          | 札幌市 7.5             | 6位 12.3          | 大阪市 43.3          |
| 管路の更新率                          | 東京都 1.98            | 16位 0.55         | 神戸市 0.41          |
| 配水池耐震施設率                      | 福岡市 91.2            | 3位 83.0          | 札幌市 15.9          |
| 管路の耐震化率                        | 東京都 36.9            | 12位 19.3         | 北九州市 5.3         |
| 経常収支比率                          | 札幌市 131.5           | 16位 108.8        | 川崎市 98.9          |
| 給水収益に対する 減価償却費の割合     | 川崎市 22.1            | 16位 41.7         | 北九州市 50.3        |
| 給水収益に対する 企業債残高の割合     | 東京都 88.6            | 5位 218.5         | 京都市 582.0         |
| 供給単価 (円)                         | 静岡市 127.8           | 1位 126.3         | 福岡市 218.0         |
| 給水原価 (円)                         | 静岡市 118.1           | 2位 132.6         | 仙台市 203.2         |
| 1箇月当たり家庭用料金 (円/20m3使用時) | 大阪市 1,920           | 2位 1,960         | 札幌市 3,320         |
| 有収率                                | 福岡市 96.2            | 7位 93.6          | 大阪市、京都市 87.3  |
| 自己資本構成比率                      | 東京都 81.5            | 1位 98.5          | 京都市 27.9          |
| 水道施設見学者割合 (人/1000人)        | 京都市 75.8            | 13位 7.3          | 堺市 0.1             |
| 配水量1m3当たり 電力消費量 (kWh/m3)   | 堺市 0.04              | 3位タイ 0.14      | 東京都 0.53          |
| 料金未納率                            | 広島市 2.2             | 7位 5.9           | 札幌市 10.5          |
| 管路の事故割合 (件/100km)             | 札幌市 0.5             | 5位 1.6           | 京都市 15.1          |
| 給水管の事故割合 (件/1000件)          | 札幌市 0.7             | 5位 1.9           | 京都市 9.8           |
| 消火栓設置密度 (基/km)                | 川崎市 8.2             | 1位タイ 2.9       | 札幌市 2.9           |

東京都と政令指定都市のうち県営水道から給水する千葉市・相模原市、熊本市を除く18事業体の順位